# 熊本県内市町村指定文化財一覧
熊本県内市町村指定文化財一覧（くまもとけんないしちょうそんしていぶんかざいいちらん）は、熊本県内の市町村が指定（または登録、選択、選定）した文化財の一覧である。

## 市部
- 熊本市指定文化財一覧
- 八代市指定文化財一覧
- 人吉市指定文化財一覧
- 荒尾市指定文化財一覧
- 水俣市指定文化財一覧
- 玉名市指定文化財一覧
- 山鹿市指定文化財一覧
- 菊池市指定文化財一覧
- 宇土市指定文化財一覧
- 上天草市指定文化財一覧
- 宇城市指定文化財一覧
- 阿蘇市指定文化財一覧
- 天草市指定文化財一覧
- 合志市指定文化財一覧

## 下益城郡
- 美里町指定文化財一覧

## 玉名郡
- 玉東町指定文化財一覧
- 南関町指定文化財一覧
- 長洲町指定文化財一覧
- 和水町指定文化財一覧

## 菊池郡
- 大津町指定文化財一覧
- 菊陽町指定文化財一覧

## 阿蘇郡
- 南小国町指定文化財一覧
- 小国町指定文化財一覧
- 産山村指定文化財一覧
- 高森町指定文化財一覧
- 西原村指定文化財一覧
- 南阿蘇村指定文化財一覧

## 上益城郡
- 御船町指定文化財一覧
- 嘉島町指定文化財一覧
- 益城町指定文化財一覧
- 甲佐町指定文化財一覧
- 山都町指定文化財一覧

## 八代郡
- 氷川町指定文化財一覧

## 葦北郡
- 芦北町指定文化財一覧
- 津奈木町指定文化財一覧

## 球磨郡
- 錦町指定文化財一覧
- 多良木町指定文化財一覧
- 湯前町指定文化財一覧
- 水上村指定文化財一覧
- 相良村指定文化財一覧
- 五木村指定文化財一覧
- 山江村指定文化財一覧
- 球磨村指定文化財一覧
- あさぎり町指定文化財一覧

## 天草郡
- 苓北町指定文化財一覧